# Desastre ferroviario de Zagreb
El desastre ferroviario de Zagreb ocurrió el 30 de agosto de 1974 cuando un tren (el expreso número 10410) que viajaba desde Belgrado, Yugoslavia, a Dortmund, Alemania Occidental, descarriló antes de entrar en la Estación Central de Zagreb (actual Croacia), matando a 153 personas. Fue el peor accidente ferroviario en la historia de Yugoslavia hasta entonces y sigue siendo uno de los peores en la historia de Europa.

## El accidente
El accidente se produjo cuando los nueve vagones de un tren expreso de pasajeros descarrilaron y volcaron a la entrada de la estación principal de trenes de Zagreb, a 719 m de la entrada a la vía IIa. A las 22:33 horas, la locomotora entró en la estación por la vía IIa sin ninguno de sus vagones.
Muchos de los pasajeros murieron inmediatamente; hasta 41 que no pudieron ser identificados fueron enterrados en una fosa común en el cementerio de Mirogoj.
Los pasajeros supervivientes informaron de que el tren no había disminuido la velocidad al pasar por las estaciones de Ludina y Novoselec, aproximadamente una hora antes de llegar a la estación principal de Zagreb, y que se había inclinado peligrosamente.
Los pasajeros eran principalmente trabajadores temporales que trabajaban en Alemania Occidental y sus familias, entre las que había muchos niños. El conductor y su ayudante resultaron ilesos y la locomotora permaneció intacta. La locomotora se encuentra actualmente en exposición en el Museo del Ferrocarril Croata.
El tren debía llegar a Zagreb procedente de Vinkovci a las 19:45 hora local. El conductor, Nikola Knežević, y su ayudante, Stjepan Varga, estaban exhaustos tras haber trabajado dos días completos.
Una investigación posterior sobre el accidente demostró que el tren superó el límite de velocidad en casi 70 km/h en varios puntos, de modo que en lugar de entrar en la estación al límite de velocidad de 40 km/h (25 mph), el tren viajaba a una velocidad de 104 km/h. La tripulación también frenó demasiado tarde, por lo que el tren descarriló rápidamente y quedó destrozado en un estado irreconocible.

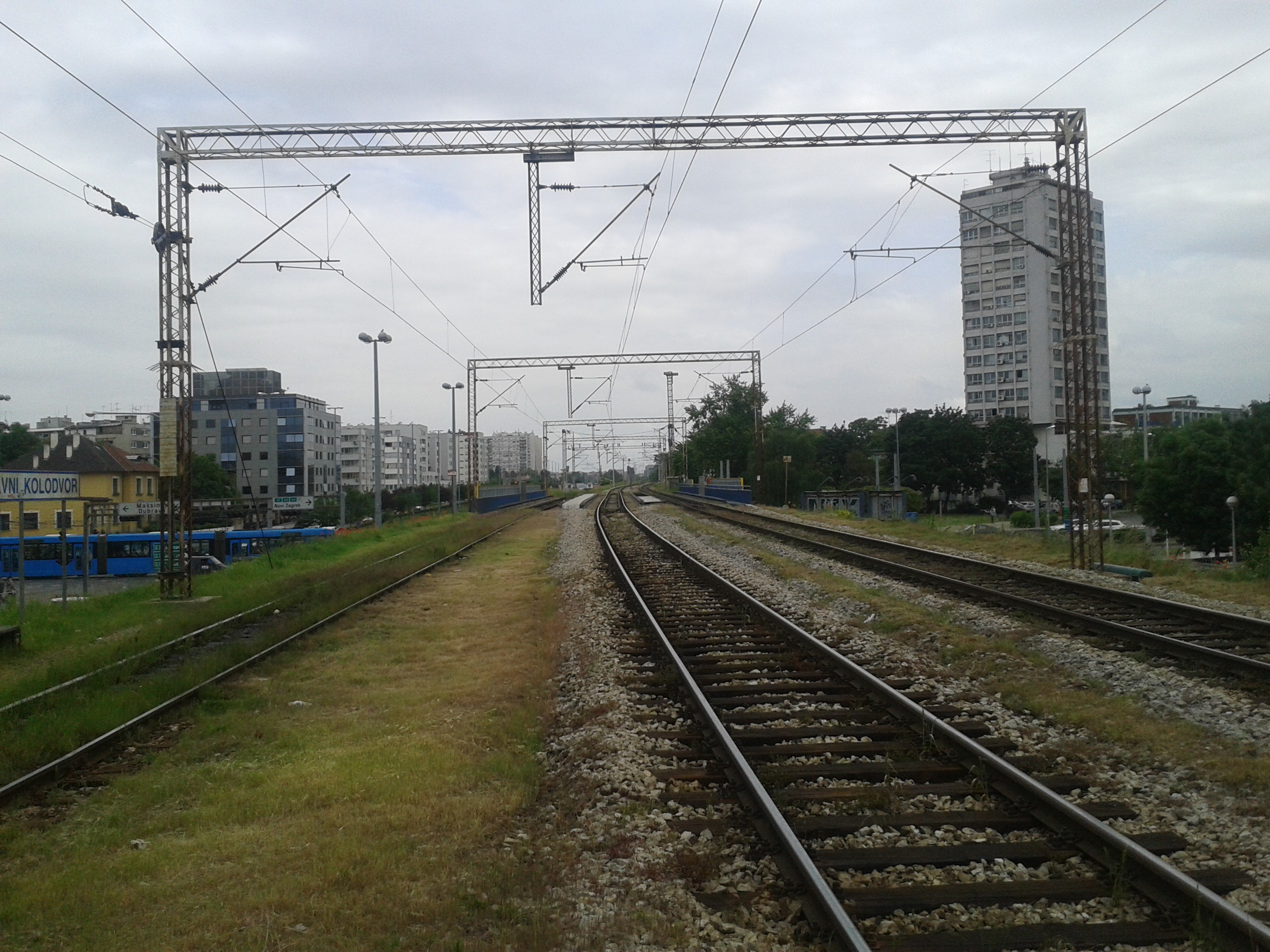
La vista hacia el este desde el paso elevado de Strojarska Road , la dirección desde donde vino el tren.
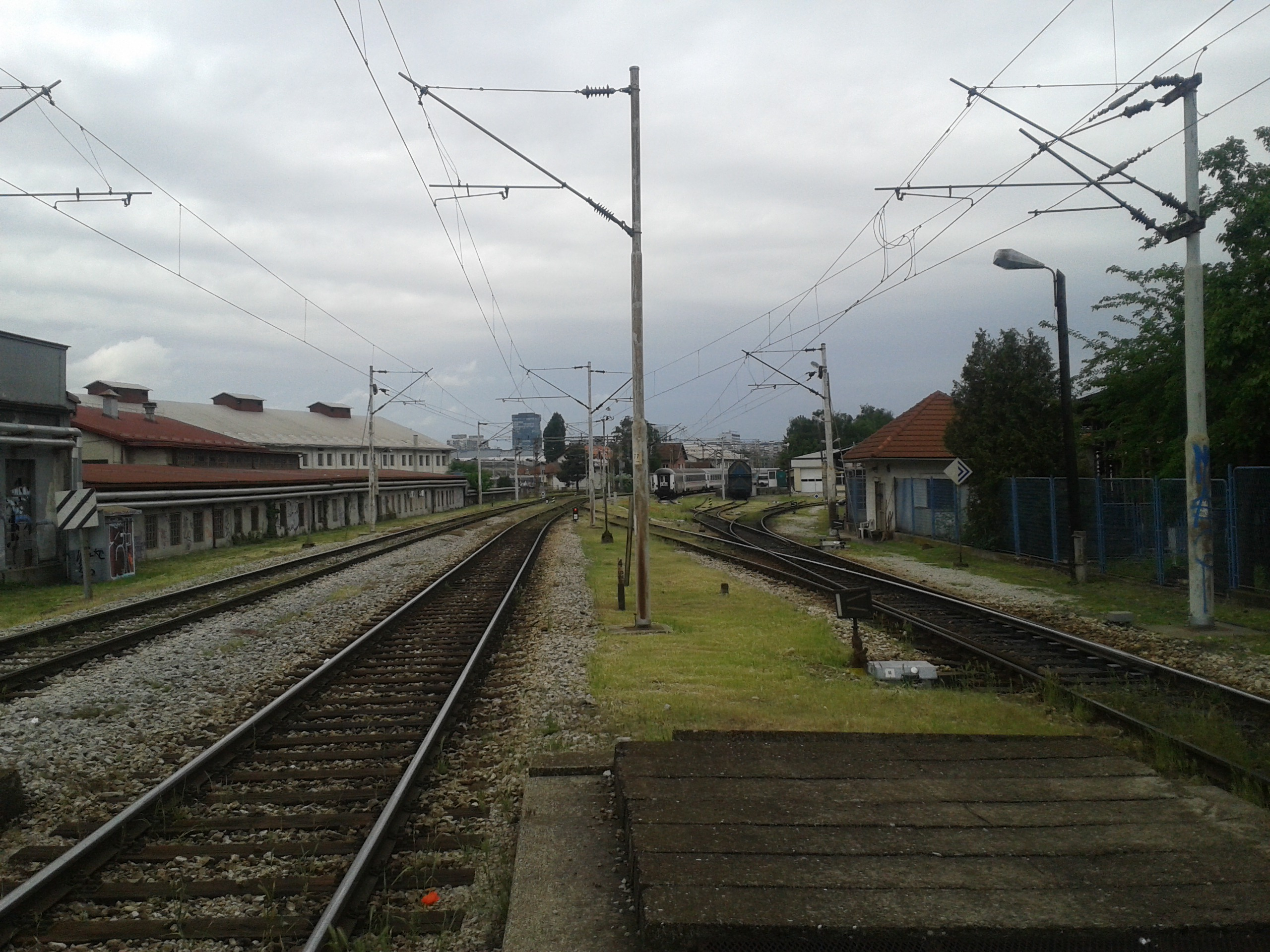
Vista hacia el oeste desde el paso elevado de la carretera Strojarska. El lugar del accidente se encuentra a unos 300 metros de distancia, 150 m detrás de los vagones que se encuentran en el centro de la imagen.